# Фартма
Фа́ртма (рут. ФартӀма, Хъартма) — покинутое село  в Рутульском районе Дагестана.

## Этимология
Предположительно название села происходит от рутульского слова «хъар» – «яма», оно может быть связано с тем что село находится внутри большого углубления (ямы).

## История
Точная дата возникновения села неизвестна. Предположительно село возникло в конце XIX — начале XX вв., когда люди из других сёл в поисках благоприятного места для выпаса скота выбрали именно Фартму. Вскоре там начали появляться первые дома. В селе проживали представители двух тухумов — митарар и манафар. В 1960-х годах жители Фартмы и селения Нацма были переселены в село Цудик, позже поля на месте села засевались колхозом «Красный партизан». На карте РККА 1941 года, место на котором находилось село отмечено как «Яйла»(предположительно от рутульского слова «яйлах» – «пастбище»)
Е. Ф. Джейранишвили выделял «нацма-фартма-джилихурскую речь» как особый вид мюхрекского диалекта, однако Г. Ф. Ибрагимов считал, что в мюхрекском диалекте особые говоры не различаются. В источнике 1962 года опоминается как Фартма отселок Мюхрека наряду с Нацма, некоторыми исследователями приводится в списках рутульских аулов.

## География
Село находилось на склоне горы, зимнего пастбища села Мюхрек. Местность была очень благоприятной для земледелия и животноводства. 